# Running Mates
Running Mates (em português, Colegas de Eleição) é um episódio da série animada da Fox Uma Família da Pesada. É o décimo sétimo a ser exibido de toda a série. Originalmente, foi ao ar em 11 de abril de 2000. Foi escrito por Garrett Donovan e Neil Goldman, e dirigido por John Holmquist. Participa como convidado Lee Majors, que interpreta a si mesmo. É classificado em TV-14. Foi o último episódio a ser produzido durante a produção da primeira temporada do seriado.

## Enredo
A campanha para presidência do conselho escolar de Lois é interrompida quando Brian diz a ela que recebeu uma ligação do diretor, falando que Chris causou problemas após ser pego espiando o vestiário feminino. Depois que Peter mostra revistas pornográficas para seu filho, que vende algumas das publicações para seus amigos, Lois finalmente lidera uma campanha para se tornar Chefe do Conselho Escolar de Educação.
Enquanto isso, Peter recorre ao seu professor preferido no passado, Sr. Fargus (dublado por Dwight Schultz); ele deixou de ser uma pessoa energética e quase tola para se transformar em um velho catatônico por causa das pílulas que teve de tomar a pedido da comissão escolar. Fica surpreso que seu professor não se lembre dele, já que era seu estudante favorito e até levou-o para dançar no baile escolar na época; pede ao Sr. Fargus que pare de tomar as pílulas, causando rapidamente o descontrole do homem, que acaba sendo demitido após jogar ovos com seus alunos nos condores-californianos ameaçados de extinção.
Ao mesmo tempo, Lois domina nas pesquisas da eleição, e revela-se que os textos dos livros escolares são de uma era semi-racista, afirmando que o Movimento dos Direitos Civis eram "problemas chegando". O rival de Lois desiste da competição, dando vitória à única candidata; Peter convence a esposa de que se ela é a presidenta, poderia devolver o emprego do Sr. Fargus, mas ela recusa, pois precisa concordar com as decisões da comissão escolar, dizendo que este senhor é, obviamente, desequilibrado.
Furioso pelo fato de o emprego de Sr. Fargus não será devolvido, Peter decide se candidatar na eleição, assim, poderá dar o trabalho de volta ao seu professor preferido. Ambos os candidatos começam a fazer campanhas um contra o outro, mas os resultados deixam Peter humilhado. Ele monta uma campanha contra a esposa fazendo algumas promessas, mas em um debate entre os dois, Lois novamente lidera os resultados quando Peter acusa-a de "libertar" Willie Horton e "pregar" Donna Rice. Desesperado pela vitória, ele mostra uma fotografia sexy da mulher para lhe causar descrédito, deixando-a humilhada.
Lois fica chocada e decepcionada com o marido, que vence a eleição do conselho escolar de virada, porém não cumpre sua função seriamente; para acalmá-la, Peter diz que irá mostrar todas as boas mudanças que possui em mente, mas todas as suas propostas de "melhorias" são ridículas. Um grande escândalo é exibido envolvendo o presidente quando, durante uma entrevista na televisão, revela-se que as crianças da sua escola estão vendo pornografia, e ainda pior, ele é o responsável por fornecer as revistas. Peter é aconselhado a jogar toda a culpa na ex-rival, mas durante uma conferência, não consegue fazer isso pois todas as mulheres que observava tinham o rosto de sua esposa; na verdade, pede desculpas pelo seu comportamento ruim e se demite do cargo, antes de deixar o local com Lois de helicóptero, imitando a partida de Richard Nixon da Casa Branca.